# Historiador
Un historiador és un professional o expert sobre l'estudi de la història, que recopila dades del passat, les estudia i les transmet. Els mètodes i focus que segueix o aplica per a dur a terme la tasca varien segons l'escola d'historiografia emprada o l'època estudiada.
Els primers historiadors aparegueren a l'Antiguitat, època durant la qual els escriptors recollien els fets i esdeveniments, a vegades llegendaris, dels seus indrets d'origen o de civilitzacions aleshores considerades exòtiques. Les seves narracions, a més de tenir el caràcter de divulgació instrínsec a la professió d'historiador, també solien tenir finalitat legitimadora. Més tard, els cronistes medievals van heretar aquesta doble funció amb les seves cròniques, característica que va ser hegemònica fins l'arribada del positivisme. En l'actualitat, la immensa majoria d'historiadors han cursat estudis universitaris específics i exerceixen tant d'investigadors i divulgadors com de docents o assessors especialistes.
Amb el transcurs del temps, l'ús de les fonts ha esdevingut una part essencial del mètode històric, ja que asseguren la versemblança i l'objectivitat a la narració. De fet, l'ús de les fonts fiables, ja siguin primàries o secundàries, és un dels elements que diferencia un historiador d'un pseudohistoriador.